# Доротея Бранденбургская (1420—1491)
Не следует путать с Доротеей Бранденбургской (1430—1495), королевой Дании, Швеции и Норвегии
Доротея Бранденбургская (нем. Dorothea von Brandenburg; 9 февраля 1420, Берлин — 19 января 1491, Рена) — принцесса Бранденбургская, в замужестве герцогиня Мекленбургская.

## Биография
Доротея — дочь курфюрста Бранденбурга Фридриха I и его супруги Елизаветы Баварской, дочери герцога Фридриха Ландсгут-Баварского. Братья Доротеи курфюрсты Фридрих II и Альбрехт Ахилл последовательно правили в Бранденбурге.
В мае 1432 года Доротея вышла замуж за герцога Мекленбурга Генриха IV. Родственные отношения между герцогом Генрихом и курфюрстом Фридрихом способствовали урегулированию конфликта между Мекленбургом и Бранденбургом за наследство в княжестве Венден. Овдовев в 1477 году, Доротея проживала монахиней в монастыре Рена.

## Потомки
- Альбрехт VI (1438—1483), герцог Мекленбурга, женат на графине Катерине Линдау-Руппинской (ум. 1485)
- Иоганн VI (ум. 1474), герцог Мекленбурга
- Магнус II (1441—1503), герцог Мекленбурга, женат на принцессе Софии Померанской (1460—1504)
- Катерина (1442—1451/52)
- Анна (1447—1464)
- Елизавета (1449—1506), аббатиса Рибницкого монастыря
- Бальтазар (1451—1507), герцог Мекленбурга, коадъютор Шверинского епископства до 1479 года